# Bathophilus schizochirus
Bathophilus schizochirus är en fiskart som beskrevs av Regan och Trewavas, 1930. Bathophilus schizochirus ingår i släktet Bathophilus och familjen Stomiidae. Inga underarter finns listade.